# Luis de Grandes
Luis de Grandes Pascual (Guadalajara, 27 de enero de 1945) es un político español del Partido Popular.

## Biografía
Nacido el 27 de enero de 1945 en Guadalajara, es licenciado en Derecho.
Durante los años de la Transición fue Secretario tercero de la Mesa del Congreso de los Diputados y miembro de la Comisión Constitucional en la Legislatura Constituyente (1977-1979) así como Secretario General para la Juventud en la Ejecutiva Nacional de UCD y Secretario Nacional de Organización en dicho partido centrista. 
Tras la disolución de la Unión de Centro Democrático, formó parte del democristiano Partido Demócrata Popular llegando a ser su número 2 y secretario general. 
Miembro de la Junta Directiva Nacional del PP. Presidente del Comité Electoral Provincial y Regional del PP en Castilla-La Mancha. Diputado en las Cortes de Castilla-La Mancha y portavoz del Grupo Popular (1983-1987 y 1991-1995). Diputado al Congreso (1977-1979, 1979-1982, 1986-1989, 1993-1996, 1996-2000 y 2000-2004).
Durante los años de gobierno del PP, de 1996 a 2004, fue el Portavoz del Grupo Popular en el Congreso de los Diputados. Desde el año 2004, forma parte del Parlamento Europeo. Es miembro del patronato de la FAES y de la Fundación Humanismo y Democracia. Desde 2009 es Vicepresidente de la Comisión Parlamentaria Mixta UE-Chile.